# Weinheim (Bergstraße) Hauptbahnhof
Weinheim (Bergstraße) Hauptbahnhof ist ein Bahnhof mit ICE- und IC-Systemhalt an der Bahnstrecke Frankfurt am Main–Heidelberg (Main-Neckar-Bahn) in Weinheim. Hier beginnt auch die Weschnitztalbahn nach Fürth im Odenwald sowie die Bahnstrecke nach Viernheim.

## Geografische Lage
Der Bahnhof Weinheim liegt in der Kernstadt, etwa 650 Meter westlich der Altstadt von Weinheim. Unmittelbar nordöstlich der Gleisanlagen schließt sich das Werksgelände der Firma Freudenberg an. Direkt südlich des Bahnhofsgebäudes liegt der Busbahnhof Weinheim. Die Mannheimer Straße und die Gleise der Oberrheinischen Eisenbahn (OEG) queren die Eisenbahngleise auf einer Brücke im südlichen Bahnhofsbereich.

## Geschichte

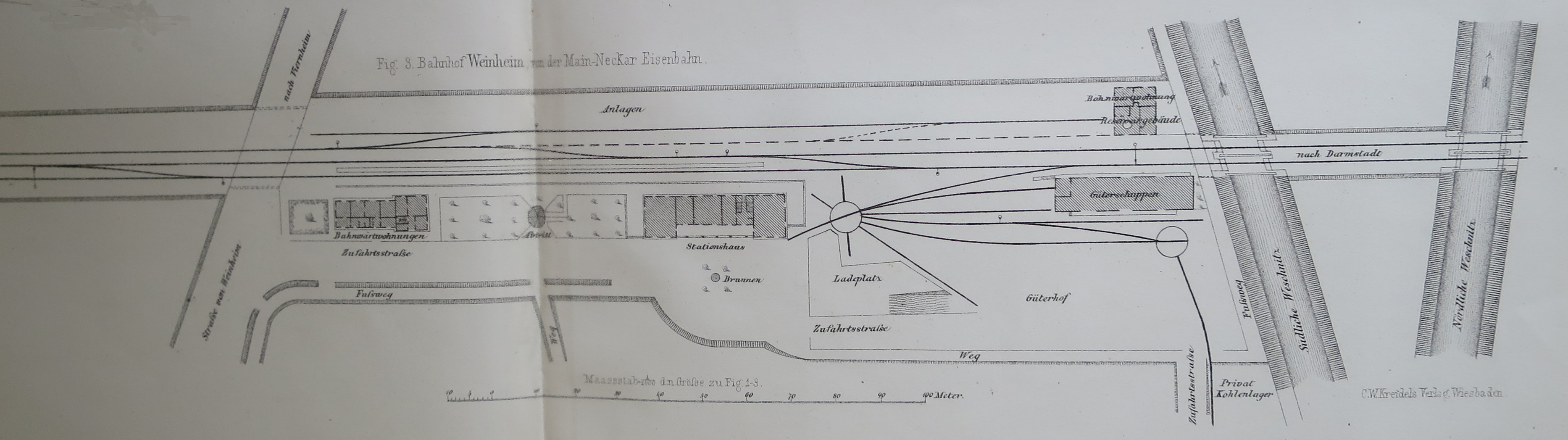
Gleisplan 1870

### Entwicklung
Weinheim erhielt seinen Bahnhof, als die Bahnstrecke Frankfurt am Main–Heidelberg am 1. August 1846 in Betrieb ging. 1888 wurden die Gleisanlagen erheblich erweitert, der Bahnhof erhielt eine neue Güterhalle und ein Jahr später Gasbeleuchtung. Am 1. Juli 1895 begann der Betrieb auf der Weschnitztalbahn nach Fürth. Mit Eröffnung der Bahnstrecke Weinheim–Worms 1905 erhielt der Bahnhof neue Signalanlagen. Ab 1909 wurde die Bahnhofsanlage erweitert, wozu zum 1. Juni 1909 eine Bauabteilung der Großherzoglich Badischen Eisenbahnen errichtet wurde.
Zur Bedienung der Strecken in den Odenwald und später nach Worms wurde 1903 ein Bahnbetriebswerk mit Lokschuppen und Werkstätten im nördlichen Bahnhofsteil in Betrieb genommen, wo die Dampflokomotiven mit Betriebsstoffen versehen und gewartet wurden. Nach der Einstellung des Personenverkehrs nach Worms im Jahr 1960 und der Umstellung auf Dieselbetrieb wurde dieses geschlossen und am Ende der 1970er Jahre komplett zurückgebaut. Der Güterverkehr nach Viernheim endete im Jahr 2010.
Am 27. Mai 2012 wurde ein Elektronisches Stellwerk in Betrieb genommen, mit dem der Verkehr auf der Bahnstrecke Frankfurt am Main–Heidelberg zwischen Heddesheim bis Hemsbach gesteuert wird.
In den Jahren 2015 bis 2017 wurden die Bahnsteige A, B und C (Gleise 1–4) samt Ausstattung behindertengerecht erneuert, auf 76 cm Höhe erhöht und jeweils ein Personenaufzug errichtet. Außerdem wurde ein Zugang von der Westseite gebaut. Dies kostete rund 8,71 Millionen Euro. Von den Kosten übernahmen Stadt und Landkreis je 1,63 Millionen Euro, das Land Baden-Württemberg 1,88 Millionen Euro. Mittels des Bundes wurde über das GVFG der Umbau mit 3,57 Millionen Euro gefördert.
Seit Dezember 2018 ist der Bahnhof mit der S-Bahn-Linie S 6 an die S-Bahn Rhein-Neckar angebunden und hat damit zusätzlich stündliche Direktverbindungen nach Bensheim, Mannheim, Ludwigshafen, Worms und Mainz.

### Bezeichnung
Die Bezeichnung des Bahnhofs lautete ursprünglich Weinheim. Zum 3. Oktober 1937 wurde er in Weinheim (Bergstr) umbezeichnet. Im August 2018 wurde der Bahnhof erneut, diesmal in „Weinheim (Bergstr) Hbf“, umbenannt.

## Anlage

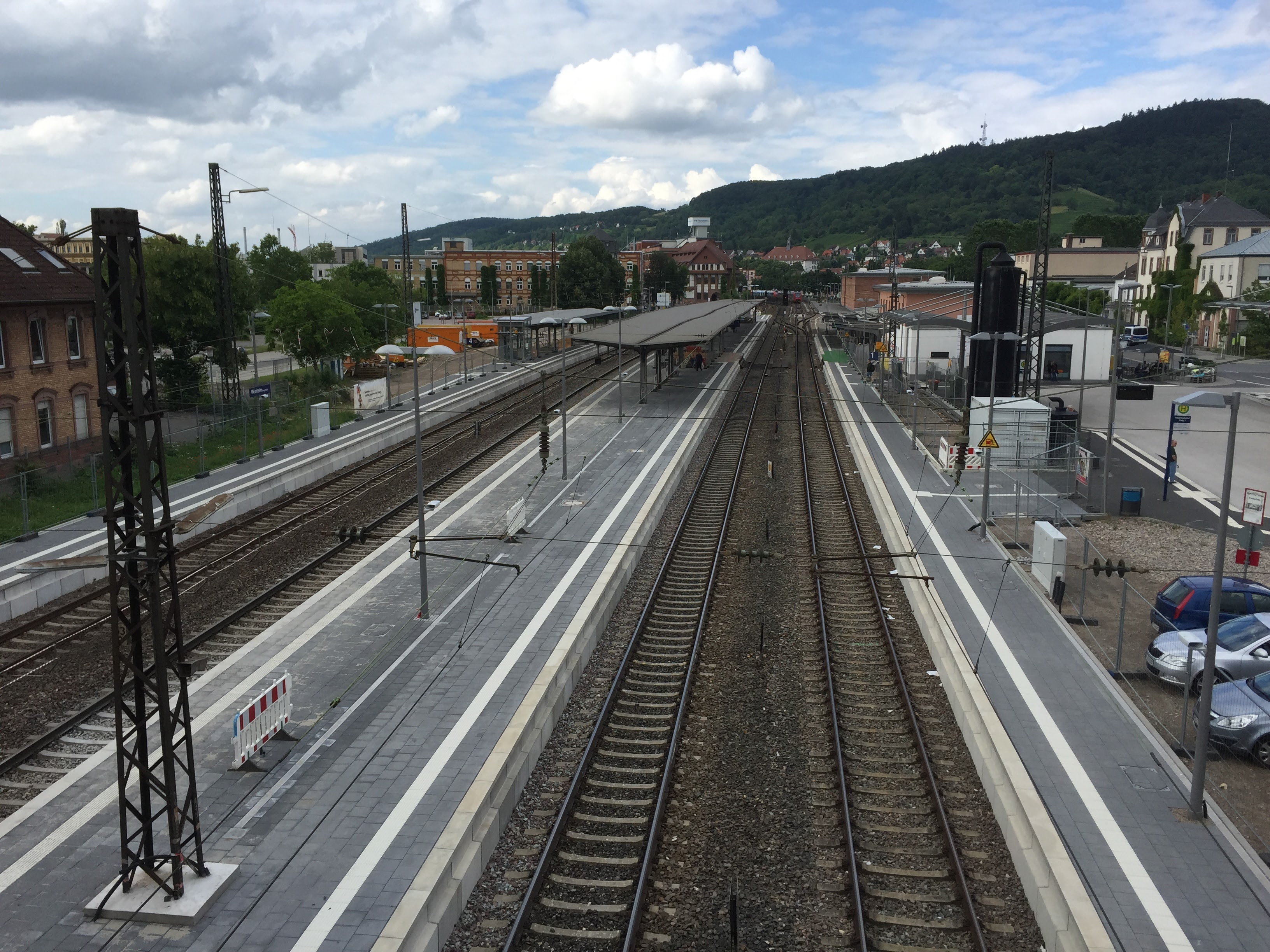
Bahnhof Weinheim, Gleise 1–4
(von rechts), Juni 2016

### Gebäude
Das Empfangsgebäude befindet sich auf der Ostseite des Bahnhofs, Richtung Innenstadt. Der Kern des Gebäudes stammt noch von 1846, wurde allerdings in den 1950er Jahren massiv umgebaut. Ursprünglich hatte das Gebäude einen zur Stadtseite offenen U-förmigen Grundriss mit 2:5:2 Achsen. Bahnsteigseitig ist die historische Fassade weitgehend erhalten. Im Zuge der Konjunkturprogramme 2008/09 wurde bis 2011 das Empfangsgebäude energetisch saniert und das Hausbahnsteigdach renoviert.
Im Gebäude finden sich ein DB-Reisezentrum, ein Zeitungs- und Buchladen, eine Bäckereifiliale, ein Café, eine Fahrradreparaturwerkstatt, ein Handyladen sowie weitere Einrichtungen der DB.
Als Nebengebäude des Bahnhofs sind noch das Gebäude der ehemaligen Bahnmeisterei und der Wasserturm erwähnenswert. Die ehemalige Bahnmeisterei ist ein traufständiges Fachwerkgebäude mit Backsteinfüllung von 1875. Es liegt ebenfalls östlich der Gleise. Der Wasserturm stammt von 1912, steht westlich der Gleise und hat ein weit ausladendes, polygonales Obergeschoss für den Wasserbehälter.

### Gleisfeld
Der Bahnhof besitzt sechs Bahnsteiggleise. Die Gleise 2, 3 und 4 dienen fahrplanmäßig dem Verkehr auf der Bahnstrecke Frankfurt am Main–Heidelberg, die Gleise 1, 5 und 6 werden durch die Weschnitztalbahn bedient. Bei außerplanmäßigen Überholungen durch Güter- oder Fernzüge nutzen Nahverkehrszüge Richtung Frankfurt das Gleis 1. Die Bahnsteige sind durch zwei Unterführungen verbunden.

## Verkehr

### Fernverkehr
Der Weinheimer Hauptbahnhof wird jeweils zweistündlich durch die ICE-Linie 26 und die IC-/EC-Linie 62 bedient. Die beiden Linien ergänzen sich dabei zu einem Stundentakt. An Wochenenden verkehrt vormittags ein einzelner ICE der Linie 15 in Richtung Berlin mit Halt in Weinheim über die Bahnstrecke Frankfurt am Main–Heidelberg. Darüber hinaus bediente der private Anbieter Flixmobility von 2018 bis 2020 den Weinheimer Hauptbahnhof.
| Linie     | Linienverlauf | Takt                                  |
| --------- | --- | ------------------------------------- |
| ICE/IC 26 | Hamburg-Altona – Hamburg – Lüneburg – Uelzen – Celle – Hannover – Göttingen – Kassel-Wilhelmshöhe – Wabern – Treysa – Stadtallendorf – Marburg (Lahn) – Gießen – Friedberg (Hess) – Frankfurt (Main) – Darmstadt – Bensheim – Weinheim (Bergstr) – Heidelberg – Wiesloch-Walldorf – Bruchsal – Karlsruhe | Zweistundentakt                       |
| ICE/EC 62 | Frankfurt (Main) – Darmstadt – Bensheim – Weinheim (Bergstr) – Heidelberg – Stuttgart – Ulm – Günzburg – Augsburg – München – München Ost – Rosenheim – Prien am Chiemsee – Traunstein – Freilassing – Salzburg – Golling-Abtenau – Bischofshofen – St. Johann im Pongau – Schwarzach-St. Veit – Dorfgastein – Bad Hofgastein – Bad Gastein – Mallnitz-Obervellach – Spittal-Milstättersee – Villach – Velden am Wörthersee – Pörtschach am Wörthersee – Krumpendorf – Klagenfurt (– Ljubljana – Zagreb) | Zweistundentakt (teilweise Kurswagen) |
| ICE 15    | Stuttgart – Vaihingen (Enz) – Heidelberg – Weinheim (Bergstr) – Bensheim – Darmstadt – Frankfurt (Main) – Erfurt – Halle (Saale) – Berlin Südkreuz – Berlin Hbf – Berlin Gesundbrunnen | ein Zug am Wochenende                 |

### Regional- und S-Bahn-Verkehr

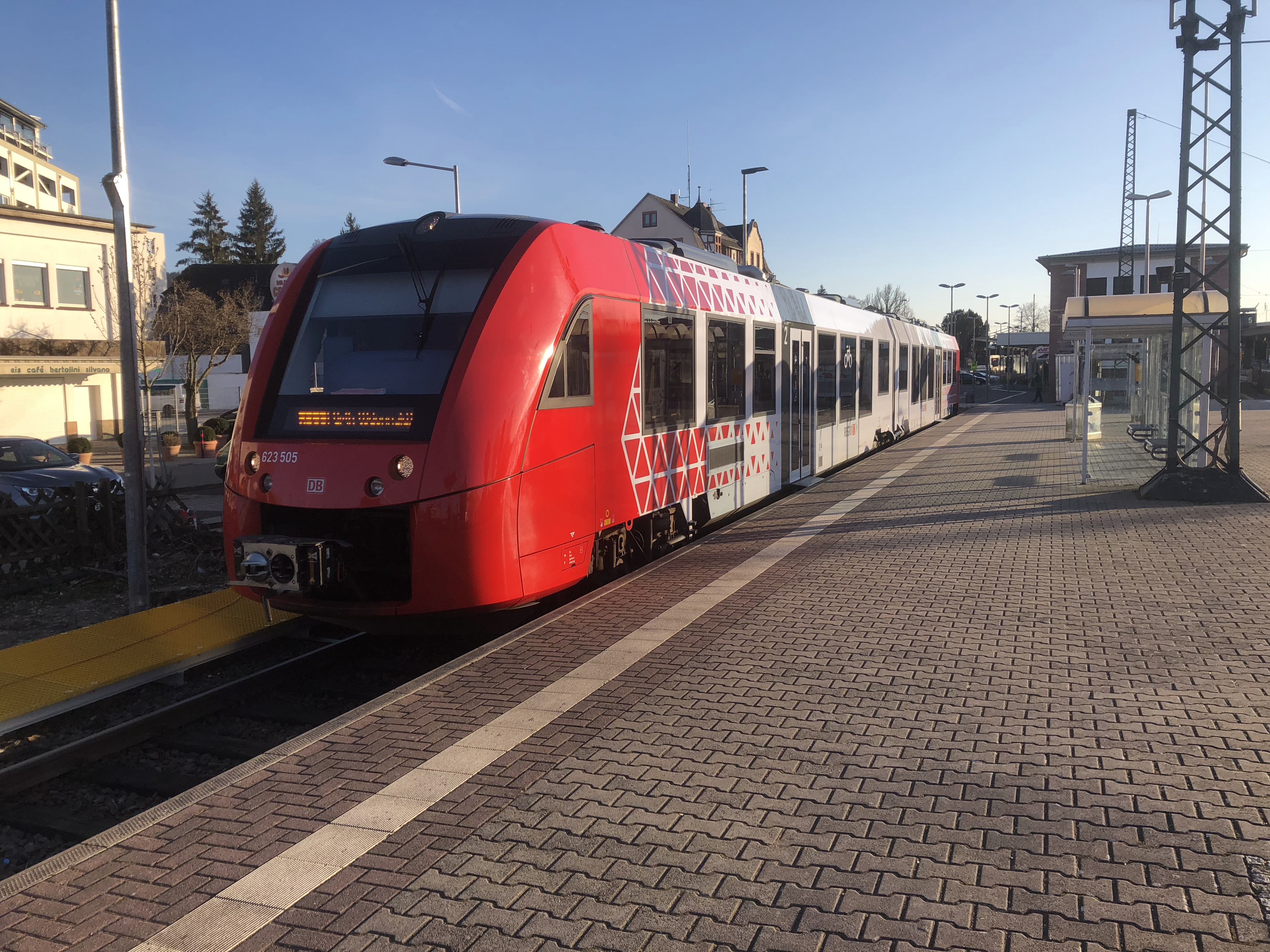
Dieseltriebwagen der Baureihe 623 für die Weschnitztalbahn im Bahnhof Weinheim (2018)

Die Regionalbahnlinie RB 68 verkehrt stündlich nach Frankfurt (Main) beziehungsweise Heidelberg. Sie wird durch die Überlagerung mit der Linie S6 der S-Bahn RheinNeckar tagsüber zu einem annähernden Halbstundentakt zwischen Bensheim und Neu-Edingen/Friedrichsfeld verdichtet. Jede Stunden verkehren außerdem Regional-Express-Züge nach Frankfurt (Main) und Mannheim. Die Regionalbahnlinie RB 69 erschließt das Weschnitztal im Halbstundentakt; am Wochenende erfolgt lediglich eine Bedienung im Stundentakt.
| Linie | Linienverlauf | Takt                                    |
| ----- | --- | --------------------------------------- |
| RE 60 | Main-Neckar-Bahn: Frankfurt (Main) Hbf – Langen (Hess) – Darmstadt Hbf – Bickenbach (Bergstr) – Zwingenberg (Bergstr) – Bensheim – Heppenheim (Bergstr) – Hemsbach – Weinheim Hbf – Ladenburg – Neu-Edingen/Friedrichsfeld – Mannheim Hbf Stand: Fahrplanwechsel Dezember 2021 | 60/120 min                              |
| RB 67 | Main-Neckar-Bahn: Frankfurt (Main) Hbf – Langen (Hess) – Darmstadt Hbf – Darmstadt Süd – Darmstadt-Eberstadt – Bickenbach (Bergstr) – Hähnlein-Alsbach – Zwingenberg (Bergstr) – Bensheim-Auerbach – Bensheim – Heppenheim (Bergstr) – Laudenbach (Bergstr) – Hemsbach – Weinheim (Bergstr) Hbf – Weinheim-Lützelsachsen – Heddesheim/Hirschberg – Ladenburg – Neu-Edingen/Friedrichsfeld – (Mannheim-Seckenheim – Mannheim ARENA/Maimarkt – Mannheim Hbf) (einzelne Züge in Tagesrandlage) / Schwetzingen (– Hockenheim) (HVZ) Flügelung in Neu-Edingen/Friedrichsfeld. Zugteil nach Heidelberg als RB 68. Stand: Fahrplanwechsel Dezember 2021                              | 60 min                                  |
| RB 68 | Main-Neckar-Bahn: Frankfurt (Main) Hbf – Langen (Hess) – Darmstadt Hbf – Darmstadt Süd – Darmstadt-Eberstadt – Bickenbach (Bergstr) – Hähnlein-Alsbach – Zwingenberg (Bergstr) – Bensheim-Auerbach – Bensheim – Heppenheim (Bergstr) – Laudenbach (Bergstr) – Hemsbach – Weinheim (Bergstr) Hbf – Weinheim-Lützelsachsen – Heddesheim/Hirschberg – Ladenburg – Neu-Edingen/Friedrichsfeld – Heidelberg-Pfaffengrund/Wieblingen – Heidelberg Hbf (– Heidelberg-Kirchheim/Rohrbach – St Ilgen-Sandhausen – Wiesloch-Walldorf) (wochentags) Flügelung in Neu-Edingen/Friedrichsfeld. Zugteil nach Schwetzingen/Mannheim als RB 67. Stand: Fahrplanwechsel Dezember 2021          | 60 min                                  |
| RB 69 | (Ludwigshafen (Rhein) – Mannheim –) Weinheim (Bergstr) Hbf – Birkenau – Mörlenbach – Rimbach – Fürth (Odenw) | 30 min (wochentags) 60 min (Wochenende) |
| S 6   | Bensheim – Heppenheim (Bergstr) – Laudenbach (Bergstr) – Hemsbach – Weinheim-Sulzbach – Weinheim (Bergstr) Hbf – (Weinheim-Lützelsachsen –) (einzelne Züge) Heddesheim/Hirschberg – Ladenburg – Neu-Edingen/Friedrichsfeld – Mannheim-Seckenheim – Mannheim ARENA/Maimarkt – Mannheim Hbf – Ludwigshafen (Rhein) Mitte – Ludwigshafen (Rhein) Hbf – Ludwigshafen-Oggersheim – Frankenthal Süd – Frankenthal Hbf – Bobenheim – Worms Hbf – Osthofen – Mettenheim – Alsheim – Guntersblum – Dienheim – Oppenheim – Nierstein – Nackenheim – Bodenheim – Mainz-Laubenheim – Mainz Römisches Theater – Mainz Hbf (← Wiesbaden Hbf) (ein Zug) Stand: Fahrplanwechsel Dezember 2021 | 60 min                                  |

### Schmalspurbahn
Der südlich gelegene Haltepunkt der Bahnstrecke Mannheim–Weinheim („Oberrheinische Eisenbahn“) heißt „Weinheim Hauptbahnhof“ (bis 12. Juni 2016: „Luisenstraße“). Von hier verkehrt eine straßenbahnähnliche Ringlinie der Rhein-Neckar-Verkehr (RNV) (früher OEG) nach Mannheim und Heidelberg.
| Linie | Linienverlauf                                                                              |
| ----- | ------------------------------------------------------------------------------------------ |
| 5     | Mannheim – Edingen – Heidelberg – Schriesheim – Weinheim – Viernheim – Käfertal – Mannheim |

### Busverkehr
Seit April 2014 besteht eine direkte Umsteigemöglichkeit zum Stadtbusverkehr. Ein neuer zentraler Omnibusbahnhof (ZOB) wurde in direkter Nachbarschaft zum Bahnhofsgebäude errichtet und bildet seither eine wichtige Schnittstelle zwischen der Bahn und dem übrigen ÖPNV. Der Bahnhof wird von 8 Buslinien bedient.
| Linie    | Linienverlauf |
| -------- | --- |
| 631      | Sulzbach West – Hemsbach – Dürreplatz – Weinheim ZOB – Waid                                                                          |
| 632/632A | Lützelsachsen Bahnhof – Weinheim ZOB – Hemsbach – Laudenbach Nord – Hemsbach – Weinheim ZOB – Ritschweier                            |
| 633      | Weinheim ZOB – Hermannshof – Weststadt – Weinheim ZOB                                                                                |
| 634      | Weinheim ZOB – Weststadt – Hermannshof – Weinheim ZOB                                                                                |
| 681      | Weinheim ZOB – Dürreplatz – Gorxheimertal - Abtsteinach - Wald-Michelbach Bahnhof – Affolterbach - Wahlen - Grasellenbach Im Erzfeld |
| 682      | Weinheim ZOB – Waid – Großsachsen – Rittenweier – Gorxheimertal – Dürreplatz – Weinheim ZOB                                          |
| 684      | Weinheim ZOB – Birkenau – Mörlenbach – Rimbach – Fürth Bahnhof                                                                       |
| 688      | Weinheim ZOB – Birkenau Ortsmitte – Nieder-Liebersbach Rathaus                                                                       |

### Güterverkehr
Zu früheren Zeiten hatte der Weinheimer Bahnhof einen großen und leistungsstarken Güter- und Rangierbahnhof. Größter Kunde war die in Weinheim ansässige Unternehmensgruppe Freudenberg, die ihre Güter über einen eigenen Anschluss per Bahn transportierte. Zudem fanden bis 1994 Gütertransporte auf der Weschnitztalbahn statt, etwa für die Wald-Michelbacher Coronet-Werke. Heute findet kein planmäßiger Güterverkehr zum Bahnhof Weinheim mehr statt. Der Güterbahnhof wurde abgerissen und auf dem Gelände ein Einkaufszentrum gebaut. Neben den beiden Hauptgleisen der Bahnstrecke Frankfurt am Main–Heidelberg finden sich im Bereich des früheren Güterbahnhofs zwei Ausweichgleise und ein Abstellgleis. Auch das elektronische Stellwerk befindet sich auf dem Gelände. Das frühere Gütergleis nach Viernheim, ein letztes verbliebenes Teilstück der früheren Bahnstrecke Weinheim–Worms, wird heute ebenfalls nicht mehr genutzt.